# Lữ đoàn Liên binh Phòng vệ Tổng thống Phủ
Lữ đoàn Liên binh Phòng vệ Tổng thống Phủ (tiếng Anh: Presidential Guards Unit, PGU) là một đơn vị vũ trang chuyên trách bảo vệ các nguyên thủ Việt Nam Cộng hòa và khu vực Dinh Độc Lập từ năm 1960 đến năm 1963. Đóng quân tại Thành Cộng Hoà, tiền thân của lực lượng này là những đội cảnh vệ đã được hình thành từ 1955.
- Đặc trưng: Mũ beret đen, quân phục trắng, phù hiệu hình tròn nền trắng (hoặc xanh dương) có hình thân trúc xanh bên trong. Phía nửa trên là Quốc kỳ Việt Nam Cộng Hoà.

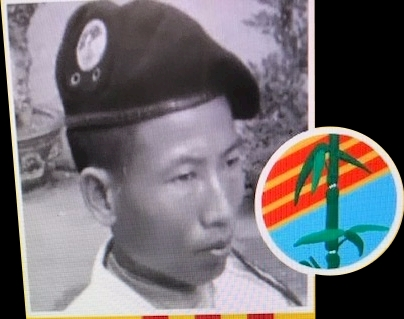
Beret quân nhân Liên binh Phòng vệ Tổng thống phủ

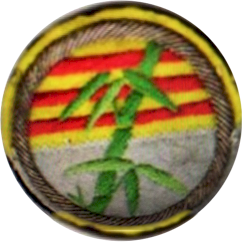
Phù hiệu trên nón beret của quân nhân Liên binh Phòng vệ Tổng thống phủ

## Lịch sử

### Giai đoạn hình thành
Ngày 31/12/1955, Tổng thống Ngô Đình Diệm ký quyết định thành lập Tiểu Đoàn Bảo Vệ An Ninh Tổng Thống Phủ, do Trung tá Lý Thế Như làm Tiểu Đoàn Trưởng. Tiểu đoàn đặt trực thuộc vào Bộ Quốc Phòng và Phủ Tổng Thống. Đơn vị đặc biệt này có quân số khoảng 1,200 quân nhân với bốn Đại Đội Bảo Vệ, một Chi Đội Thiết Giáp Xa, một Pháo Đội Súng Nặng, Đại Đội Quân Nhạc-Nghi Lễ và Trung Đội Truyền Tin.
Năm 1956, Tiểu Đoàn An Ninh Tổng Thống Phủ do Trung tá Nguyễn Văn Kiểm làm Tiểu Đoàn Trưởng.
Năm 1957, Tiểu Đoàn An Ninh Tổng Thống Phủ được cải tổ và phát triển thành Liên Đoàn Phòng Vệ Phủ Tổng Thống, do Trung tá Hoàng Văn Lạc làm Tư Lệnh, Tham Mưu Trưởng: Thiếu tá Đặng Thiện Ngôn, Tham Mưu Phó: Thiếu tá Lý Trọng Lễ.
26/11/1957-12/11/1960, Trung tá Lê Ngọc Triển: Tư Lệnh, Tham Mưu Trưởng: Thiếu tá Phan Đình Tùng, Tham Mưu Phó: Thiếu tá Phạm Văn Hưởng.
Lúc này Liên Đoàn đã có quân số gần 2,000 quân nhân, năm Đại Đội Bộ Binh:
- Đại Đội Chỉ Huy Công Vụ

- Liên Đội Pháo Binh (Pháo Đội 105ly (bốn súng), Pháo Đội Cận Yểm (bốn súng cối 81ly, bốn đại bác không giật 57ly).

- Liên đội trưởng Pháo Binh: Đại úy Phạm Văn Tài, LĐT kế nhiệm: Đại úy Nguyễn Khắc Thiệu.

- Liên đội phó: Trung úy Bùi Thông Tiêm (tử thương ngày 2/11/1963 ở Dinh Gia Long).

- Pháo đội trưởng PĐ105ly: Trung úy Chu Gia Thoại, PĐP Thiếu úy Nguyễn Đức Giang.

- Pháo đội trưởng PĐ Cận Yểm: Trung úy Nguyễn Đạt Sinh, PĐP: Thiếu úy Thái Thành Giang.

- Các sĩ quan Pháo Binh yểm trợ: Trung úy Nguyễn Tấn Bạch, Trung úy Nguyễn Thành Tiên, Trung úy Lê Châu Lộc, Chuẩn úy Lê Văn Đức và Chuẩn úy Bảo Thái.

- Liên Chi đội trưởng Thiết Giáp: Đại úy Nhan Nhật Chương (được trang bị các loại thiết vận xa, thiết giáp hạng nhẹ để tuần tiễu hoặc phòng thủ như: M-3, M-8, M-706, V-100 Commando; về sau có thêm M-113).

- Đại Đội Truyền Tin: Đại úy Nguyễn Văn Lung.

- Đại Đội Quân Nhạc: Đại úy Nguyễn Văn Tín.

- Ban Quân Y: Thiếu tá Lưu Thế Tế: Y sĩ trưởng, sĩ quan Trợ Y: Chuẩn úy Nguyễn Quang Hiền.

- Đại Đội Cận Vệ gồm hai trung đội:

- Trung Đội Xe Mô-tô gồm 21 chiếc Harley Davidson giữ nhiệm vụ chạy che quanh xe tổng thống hay quốc khách,

- Trung Đội Cận Vệ gồm những người rất được tin cậy, giỏi võ nghệ, phản ứng nhanh, v.v. Lúc tổng thống ra ngoài thì họ mặc thường phục đi theo bảo vệ, những lúc không ra ngoài thì đứng canh gác lối ra vào trong dinh, các cửa phòng, kể cả phòng của tổng thống hoặc gia đình ông Ngô Đình Nhu.

Bộ Chỉ Huy Liên Đoàn Phòng Vệ Phủ Tổng Thống đặt tại Thành Cộng Hòa, số 2 đường Thống Nhất, Quận 1 Sài Gòn.
Quân phục của Liên Đoàn Phòng Vệ Phủ Tổng Thống có ba loại: Kaki trắng, Kaki vàng và Xanh ô-liu. Các loại quân phục được phát 4 bộ cho mỗi người (12 bộ tất cả), 4 đôi giày (nghi lễ 2 đôi, trực chiến 1 đôi và 1 đôi loại thể thao). Quân nhân đội beret màu đen, huy hiệu trên nón hình tròn nền trắng, mang hình một thân trúc lá xanh, lá cờ Việt Nam Cộng Hòa ở phía trên.

### Thành lập
Ngày 11/11/1960 tại thủ đô Sài Gòn đã nổ ra cuộc "binh biến" đảo chính lật đổ chính phủ do:
1. Vương Văn Đông (Lực lượng Nhảy Dù),
2. Phan Lạc Tuyên (Biệt Động Quân),
3. Nguyễn Triệu Hồng (Nhảy Dù) và
4. Nguyễn Chánh Thi (Nhảy Dù) chủ xướng.

Tuy nhiên, âm mưu đảo chính thất bại, hầu hết những người chủ chốt đã trốn thoát sang Campuchia.
Sau khi dập tắt cuộc đảo chính 11 tháng 11 năm 1960, cố vấn chính trị Ngô Đình Nhu quyết định sáp nhập tất cả các đơn vị đặc nhiệm tham gia chống đảo chính thành Lữ đoàn Liên binh Phòng vệ Tổng thống Phủ, chịu sự điều động trực tiếp của Bộ Quốc phòng. Lực lượng này được duy trì cho đến khi nền Đệ Nhất Cộng Hoà chấm dứt vào năm 1963.

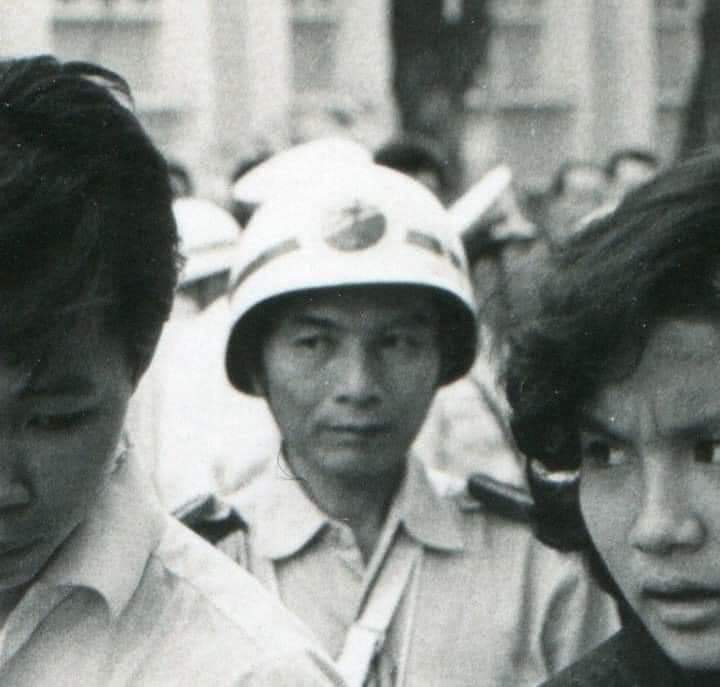
Một quân nhân Liên binh Phòng vệ Tổng thống phủ năm 1963

Ngày 14/11/1960, Trung tá Nguyễn Ngọc Khôi được bổ nhiệm làm Tư Lệnh Liên Đoàn Phòng Vệ Phủ Tổng Thống, Thiếu tá Nguyễn Hữu Duệ làm Tư Lệnh Phó (duy nhất) kiêm Tham Mưu Trưởng, Thiếu tá Phạm Văn Hưởng làm Tham Mưu Phó.
Liên đoàn bây giờ có năm (5) Đại Đội Bộ Binh (Đại Đội thứ 6 được thành lập đầu năm 1961):
- Đại Đội 1: Trung úy Nguyễn Văn Tính Đại đội trưởng (ĐĐT),

- Đại Đội 2: Trung úy Vũ Đức Lâm ĐĐT, Trung úy Nguyễn Văn Vọng Đại đội phó (ĐĐP),

- Đại Đội 3: Đại úy Tôn Thất Tích ĐĐT (người kế nhiệm: Đại úy Phạm Hậu và Đại úy Nguyễn Văn Lê),

- Đại Đội 4: Đại úy Đoàn Hữu Hành ĐĐT,

- Đại Đội 5: Đại úy Trần Văn Lục ĐĐT,

- Đại Đội Chỉ Huy Công Vụ: Đại úy Trần Minh Huy (cuối năm 1960 ông xin thuyên chuyển qua Biệt Động Quân),

- Đại Đội Súng Nặng: Đại úy Nguyễn Tấn Bạch ĐĐT (người tiền nhiệm: Đại úy Phan Đình Tùng 1955-1957), Trung úy Nguyễn Đức Giang ĐĐP, sĩ quan Yểm Trợ: Trung úy Bùi Văn Tính và Thiếu úy Bảo Thái,

- Liên Chi Đội Thiết Giáp: Đại úy Nguyễn Tấn Tui: Liên Chi đoàn trưởng (người kế nhiệm: Đại úy Phạm Minh Xuân),

- Đại Đội Truyền Tin: Đại úy Nguyễn Văn Lung ĐĐT,

- Đại Đội Quân Nhạc: Đại úy Trần Văn Tín ĐĐT, Trung úy Lý Trọng Cam ĐĐP,

- Ban Quân Y: Đại úy Nguyễn Tuấn Anh Y sĩ trưởng, sĩ quan Trợ Y: Chuẩn úy Lê Văn Nhượng,

- Đại Đội Cận Vệ: Thiếu tá Nguyễn Đức Xích ĐĐT (kế nhiệm là Thiếu tá Trần Đình Tư).

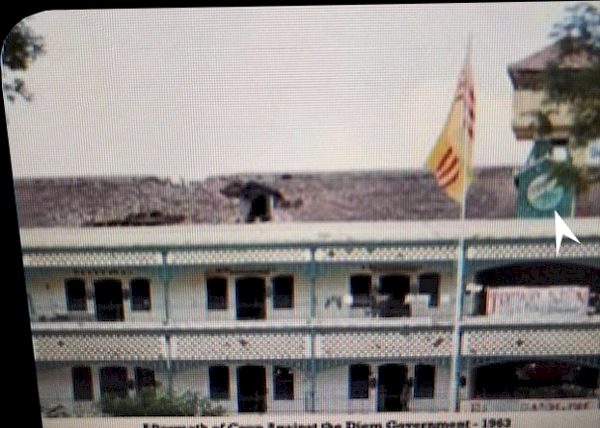
Thành Cộng Hoà năm 1963 có tấm bảng Huy hiệu Liên binh Phòng vệ Tổng thống phủ trên nóc phía bên phải

Bảng Điều Phối Thường Trực Các Đại Đội Bộ Binh:
- (1): Một đại đội ở Dinh Độc Lập,
- (2): Một đại đội ở Thành Cộng Hòa,
- (3): Một đại đội ở Đà Lạt canh gác hai dinh thự 1 và 2,
- (4): Một đại đội đảm trách chào kính và lễ nghi ở Dinh Độc Lập, ở phi trường Tân Sơn Nhất mỗi khi tổng thống đi hoặc về,
- (5): Một đại đội phối hợp với thiết giáp và pháo binh,
- (6): Một đại đội chia ra canh gác ở: Tham Mưu Biệt Bộ Phủ Tổng Thống (đường Hồng Thập Tự): Dinh Gia Long; công thự nội bộ (195 đường Công Lý) và các cư xá trực thuộc đơn vị.

Liên Đoàn Phòng Vệ Phủ Tổng Thống có những cư xá như sau:
1. Cư xá Hiền Vương (sĩ quan cấp đơn vị trưởng),
2. Cư xá Thành Tín, số 4 đường Thống Nhất (sĩ quan cấp phó và sĩ quan độc thân),
3. Cư xá Nhân Vị, số 18 đường Hồng Thập Tự (hạ sĩ quan và binh sĩ),
4. Cư xá Cộng Đồng ở Thị Nghè (hạ sĩ quan và binh sĩ),
5. Cư xá Đồng Tiến, ngã ba đường Nguyễn Du-Cường Để (dành cho gia đình thuộc Đại Đội Cận Vệ).

Ngày 1/6/1961, Tổng thống Ngô Đình Diệm ký Sắc Lệnh số 098/QP cho đổi các Quân Khu thành Vùng Chiến Thuật, Quân Khu Thủ Đô đổi thành Biệt Khu Thủ Đô.
Cũng trong tháng 6/1961, Liên Đoàn Phòng Vệ Phủ Tổng Thống tổ chức thành hai chiến đoàn: Chiến Đoàn 1 do Thiếu tá Phạm Văn Hưởng làm Chiến Đoàn Trưởng, có nhiệm vụ bảo vệ Dinh Độc Lập với Tiểu Đoàn A gồm ba Đại Đội Bộ Binh và một Chi Đội Thiết Giáp. Chiến Đoàn 2 do Thiếu tá Nguyễn Hữu Duệ làm Chiến Đoàn Trưởng, chịu trách nhiệm bảo vệ Thành Cộng Hòa với Tiểu Đoàn B gồm ba Đại Đội Bộ Binh, một Chi Đội Thiết Giáp và Đại Đội Chỉ Huy Công Vụ.
Ngày 1/3/1962, Đại Đội Súng Nặng thành lập thêm Pháo Đội Phòng Không. Vũ khí được trang bị gồm Đại Liên 50ly, Đại Bác 20ly của Hải Quân cung cấp, v.v. Các vị trí đặt súng nằm trên nóc những cao ốc như Thành Cộng Hòa, Dinh Gia Long, Bộ Quốc Phòng, Bộ Công Chánh và Dinh Độc Lập, v.v.
Pháo đội trưởng Pháo Đội Phòng Không: Đại úy Nguyễn Tấn Bạch, Pháo Đội Phó: Trung úy Bùi Văn Tín; các sĩ quan yểm trợ: Trung úy Nguyễn Đức Giang, Thiếu úy Trần Hữu Vạn, Thiếu úy Bảo Thái, Chuẩn úy Trần Công Thụ, Chuẩn úy Huỳnh Văn Ba, Chuẩn úy Phạm Duy Nhạ, Chuẩn úy Phan Văn Hy, Trung sĩ Nhất Đặng Việt Đàng, TS1 Trần Ngọc Khách, TS1 Vũ Thiện Chí và TS1 Nguyễn Viết Luật.
Ngày 25/2/1962, Liên Đoàn Phòng Vệ Phủ Tổng Thống được tái tổ chức và đổi danh xưng là Lữ Đoàn Liên Binh Phòng Vệ Phủ Tổng Thống, KBC-4373. Quân số của đơn vị này đã hơn 2,500 quân nhân. Vũ khí cá nhân, súng cộng đồng, thiết giáp xa, máy truyền tin, v.v. của lữ đoàn này được trang bị những loại mới nhất nếu so với cấp Trung đoàn hay Liên đoàn khác trong quân đội vào lúc đó.
Ngày 27/2/1962, hai máy bay ném bom loại A-1H (Skyraider) đã bất ngờ thả bom Dinh Độc Lập. Hai phi công là Trung úy Phạm Phú Quốc và Trung úy Nguyễn Văn Cử thuộc Phi Đoàn 514 ở Biên Hòa. Trên đường bay đến yểm trợ cho một đơn vị tại Vùng 4 Chiến Thuật, hai người đã đổi hướng bay về Sài Gòn và biến cố đã xảy ra. Sau khi bất ngờ xuất hiện thả một quả bom trúng vào giữa phía trái của Dinh Độc Lập, hai chiếc khu trục phải tránh xa khu vực này vì hỏa lực phòng không quá dữ dội của lực lượng pháo binh và Hải Quân. Sau đó chiếc khu trục của Trung úy Phạm Phú Quốc bị trúng đạn phòng không rơi xuống sông Sài Gòn, phi công bị bắt. Trung úy Nguyễn Văn Cử lái máy bay qua Cam-bốt xin tỵ nạn.
Ngày 1/11/1963, một số tướng lĩnh và sĩ quan cao cấp như: Dương Văn Minh, Trần Thiện Khiêm, Trần Văn Đôn, Tôn Thất Đính, Mai Hữu Xuân, Nguyễn Khánh, Lê Văn Kim, Đỗ Mậu, Nguyễn Văn Thiệu, Nguyễn Cao Kỳ, v.v. đã được Mỹ bí mật khuyến khích thực hiện một cuộc đảo chính tại thủ đô Sài Gòn.

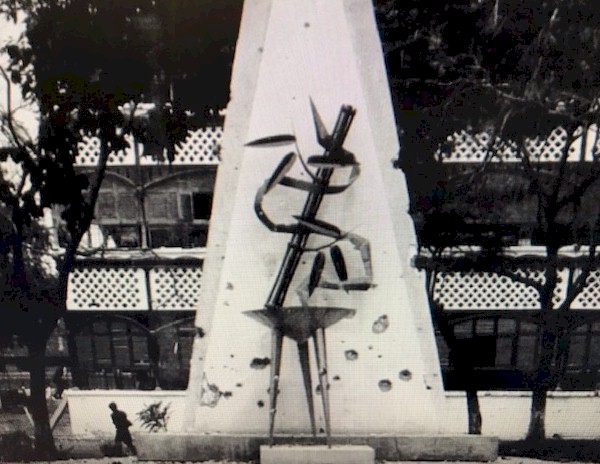
Bức tượng phù hiệu thân trúc của Liên binh Phòng vệ Tổng thống phủ lỗ chỗ vết đạn sau cuộc đảo chính 1963

Do sự chống trả dữ dội của Lữ Đoàn Liên Binh Phòng Vệ Phủ Tổng Thống ở Thành Cộng Hòa và Dinh Gia Long, lực lượng làm đảo chính phải kéo dài qua ngày 2/11/1963. Nhưng lúc 8 giờ 30 tối ngày 1/11/1963, Tổng Thống Ngô Đình Diệm, ông cố vấn Ngô Đình Nhu cùng hai sĩ quan Tùy viên là Đại úy Đỗ Thọ và Đại úy Bằng đã bí mật rời Dinh Gia Long đi vào Chợ Lớn, sau cùng đến nhà thờ Cha Tam. Tại đây hai ông liên lạc và chấp nhận gặp các tướng phản loạn, lúc đó đang ở Bộ Tổng Tham Mưu. Hai người bị trói tay và đưa lên một thiết vận xa M-113, dọc đường đi các tướng đã ra lệnh thuộc cấp hạ sát hai ông một cách dã man.

## Giải tán
Ngày 4/11/1963, sau một cuộc họp ở Bộ Tổng Tham Mưu, các tướng đồng ý giải tán Lữ Đoàn Liên Binh Phòng Vệ Phủ Tổng Thống. Hầu hết các đơn vị đều bị giái tán. Quân nhân cũng như cơ giới làm việc trong các đơn vị PGU được trả về đơn vị gốc. Các tướng chỉ giữ lại Đại Đội Quân Nhạc, Đại Đội Cận Vệ và Ban Quân Y. Trung tá Lê Văn Đầy được chỉ định tạm thời chỉ huy các đại đội này dưới sự kiểm soát của Biệt Khu Thủ Đô. Những đơn vị nêu trên được tổ chức thành Liên đoàn An Ninh Danh Dự.

## Liên kết
- Việt Nam Cộng hòa: Hai cuộc đảo chánh 1960 và 1963
- Một kế hoạch đảo chánh tinh vi Lưu trữ ngày 25 tháng 3 năm 2013 tại Wayback Machine
- Tôi... chống đảo chánh Lưu trữ ngày 2 tháng 9 năm 2015 tại Wayback Machine
- Những giờ định mệnh
- Tái chiếm cổ thành Quảng Trị